# Dorothy Wright
Dorothy Winifred Wright  z domu Machin (ur. 19 sierpnia 1889 w Leytonstone, zm. w 1960 w Poole) – brytyjska żeglarka, uczestniczka Letnich Igrzysk Olimpijskich 1920.
Była członkiem załogi brytyjskiej łodzi „Ancora”, która zdobyła złoty medal w kategorii 7 metrów. Jej mężem był Cyril Wright.
Jako pierwsze w historii małżeństwo zdobyli złoty medal olimpijski dla Wielkiej Brytanii. Nikt nie dokonał tego samego aż do 2016 roku, gdy Kate i Helen Richardson-Walsh zdobyły złoto w hokeju na trawie kobiet na Letnich Igrzyskach Olimpijskich 2016.